# Ункјар-Искелесијски уговор
Ункјар-Искелесијски уговор (рус. Ункяр-Искелесийский договор; тур. Hünkâr İskelesi Antlaşması) је споразум склопљен 8. јула 1833. године између Османског царства и Руске империје. Споразумом се Турска обавезала да ће затворити мореузе Босфор и Дарданели за ратне бродове западноевропских држава.

## Увод
Турско царство се средином прве половине 19. века налазило у великој кризи. Источно питање двадесетих година било је обележено Грчким ратом за независност. Устаници су добијали велику помоћ западних сила које су биле заинтересоване за проучавање античке историје Грчке. Резултат је победа устаника и формирање Краљевине Грчке, прве независне државе на Балкану. Исте, 1830. године, Османско царство губи једну од три западне провинције на просторија северозападне Африке. Под изговором увреде конзуларног представника, Французи окупирају Алжир (7. јул). Врхунац турских невоља јесте Египатска криза (1831—1841) која се испољила у два маха: Прва (1831—1833) и друга (1838—1841). За помоћ коју је султану пружао приликом Грчког рата за независност, египатски валија Мехмед Алија тражио је од Порте целу Сирију, наследност и независност. Када је султан одбио захтев, Мехмед Алија је напао Порту. Турци су страховито поражени у бици код Коније и од пораза их је спасила интервенција руског цара који је у Цариград послао десантни корпус од 30.000 војника. Захваљујући том одреду, султан је успео да издејствује примирје у Ћухатији (мај 1833. година) којим је Мехмед Алија задржао Сирију, али није стекао нове територије, наследност и независност.

## Споразум
Последица Првог турско-египатског рата јесте јачање утицаја руског двора у Цариграду. Под притиском Енглеске и Француске, руске трупе морале су напустити Цариград. Међутим, пре њиховог одласка дошло је до склапања споразума између Русије и Турске. Ункјар-Искелесијски уговор представља значајан успех у спољној политици руског царизма. Тај уговор довео је Порту скоро под руско покровитељство. Споразумом је Црно море постало "руско језеро", а султан се обавезао да мореузе Босфор и Дарданели затвори за ратне бродове западноевропских држава. Иако то у уговору није истакнуто, руским бродовима није био забрањен пролаз. Споразум је у том тренутку одговарао Турској јер су је руски бродови штитили од Мехмед Алијиних напада. Споразумом је довршено решавање питања проласка руске флоте мореузима започето Једренским миром 1829. године по завршетку Руско-турског рата. 
Јачање руског утицаја у Цариграду имало је последицу и по кнежевину Србију која је исте године, захваљујући ангажовању Русије, добила хатишериф којим је одређен износ годишњег данка кога је кнежевина исплаћивала Порти. Тиме је у Србији укинут феудализам. 